# MACS J0025.4-1222
MACS J0025.4-1222, surnommé Bébé Balle (en anglais : Baby Bullet) en référence à l'amas de la Balle, est un amas de galaxies situé à environ 6,07 milliards d'années-lumière de la Terre en direction de la constellation australe de la Baleine. Il est issu de la collision entre deux amas de galaxies ayant chacun une masse d'environ un million de milliards de masses solaires (1015 M☉). Il a été recensé par le relevé astronomique MAssive Cluster Survey (MACS). De manière semblable à l'amas de la Balle, cet amas montre une séparation claire entre les barycentres du gaz intergalactique (constitué de matière baryonique) et la matière noire des amas en interaction.

## Image
L'image a été réalisée par les télescopes spatiaux Hubble et Chandra. Avec les effets de lentille gravitationnelle, Hubble a pu cartographier la matière noire (en bleu) alors que la matière « normale » (en rose) est surtout constituée de gaz chaud émettant dans les rayons X, que Chandra a pu cartographier.
L'étude a été réalisée par des astronomes menés par Marusa Bradac (université de Californie à Santa Barbara) et Steve Allen (université Stanford et Centre de l'accélérateur linéaire de Stanford).